# Crematogaster laeviuscula

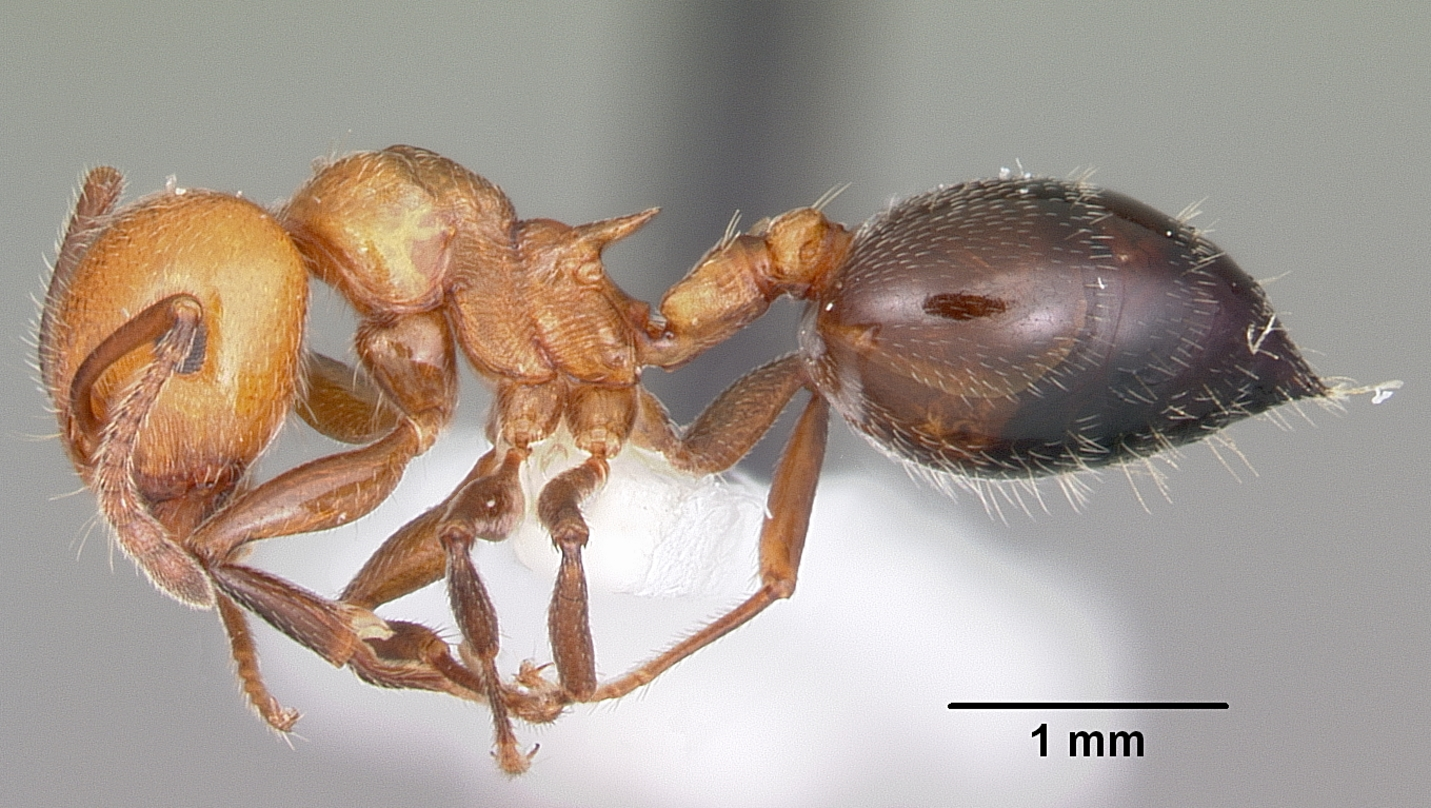
Рабочий муравей (вид сбоку)

Crematogaster laeviuscula  (лат.) — вид муравьёв рода Crematogaster из подсемейства Myrmicinae (Formicidae). Мексика, США. 

## Описание
Отличаются желтовато-красным цветом головы и груди (брюшко буроватое) и гладкими и блестящими боками переднегрудки и дорзумом груди; семьи часто поселяются дубовых галлах и ветвях, крупные колонии живут в деревьях и корнях.
Мелкие муравьи (рабочие имеют длину около 4 мм, матки крупнее). Проподеальные шипики на заднегрудке развиты. Усики 11-члениковые. Голова субквадратная. Стебелёк между грудкой и брюшком состоит из двух члеников: петиолюса и постпетиолюса (последний четко отделен от брюшка), жало развито, куколки голые (без кокона). Характерна возможность откидывать брюшко на спину при распылении отпугивающих веществ. Таксон был впервые описан в 1870 году австрийским мирмекологом Густавом Майром.

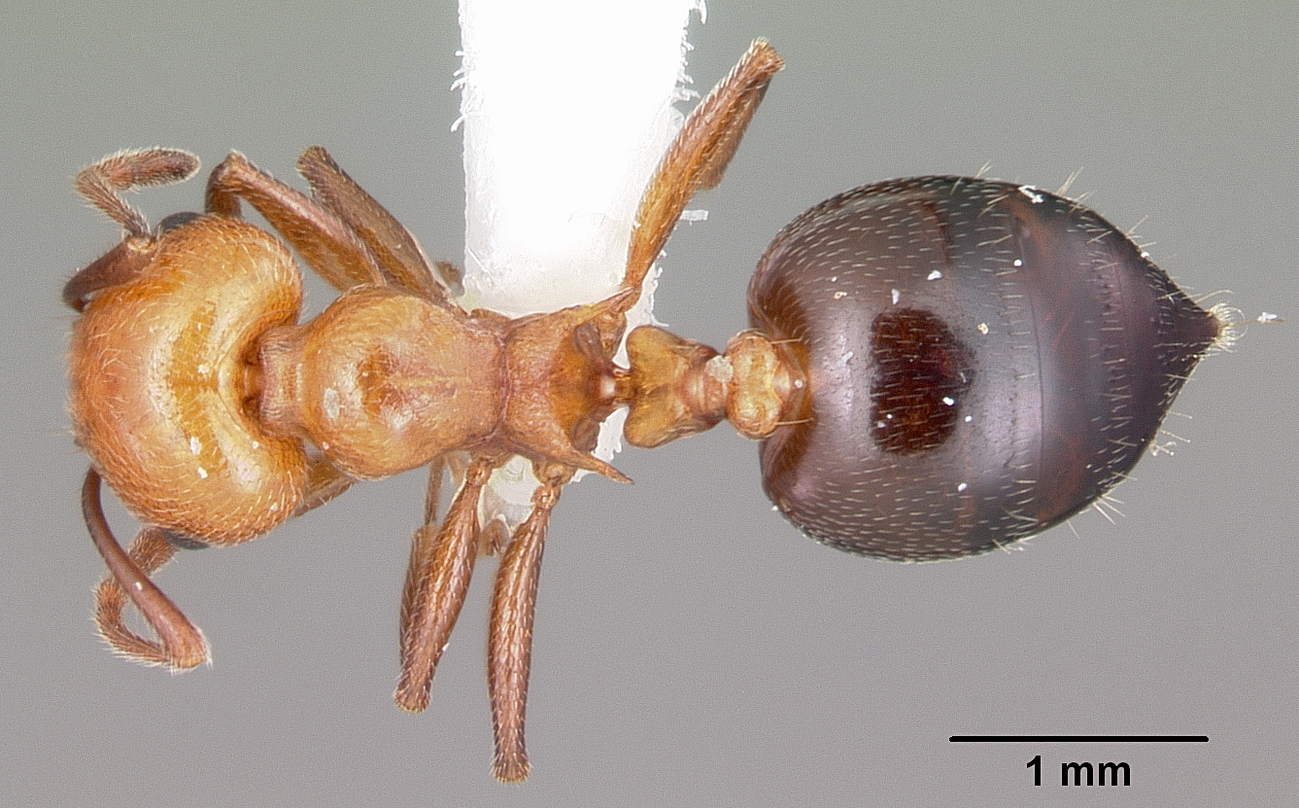